# Sociale facilitatie
Sociale facilitatie is de neiging van mensen om eenvoudige taken beter te volbrengen als er andere mensen in de buurt zijn. Dit geldt voor een muzikant die een goed ingestudeerd werk beter uitvoert in de aanwezigheid van publiek, maar ook voor een jogger die langs een groepje mensen loopt, ook als deze helemaal niet naar hem kijken. Bij moeilijke taken werkt het omgekeerd. Iemand die een muziekstuk nog niet zo goed kent en dit voor een publiek moet spelen, zal in aanwezigheid van het publiek juist slechter spelen. 
Er zijn meerdere verklaringen voor dit verschijnsel. De meest gangbare opvatting is dat er twee oorzaken gelijktijdig een rol spelen: de aanwezigheid van anderen leidt tot opwinding (extra spanning en alertheid) en de persoon die de taak uitvoert voelt zich beoordeeld door de aanwezigheid van anderen.
Die verklaring werd door Robert Zajonc gegeven. Hij stelde dat het fenomeen verklaard kan worden door een aaneenschakeling van gebeurtenissen. Ten eerste zou de aanwezigheid van anderen leiden tot een verhoogde arousal. Die verhoogde arousal zorgt ervoor dat de acties die op een bepaald moment dominant zijn, makkelijker worden uitgevoerd. Dominante acties zijn gedragingen die spontaan worden uitgelokt door de situatie. Dit kan een reflex zijn of een aangeleerd gedrag verbonden met de situatie. Bij eenvoudige of goed geoefende taken is de gewenste reactie meestal dominant. Dit wil zeggen dat de aanwezigheid van anderen de actie nog zal versnellen, waardoor het gewenst gedrag sociaal gefaciliteerd wordt. Kenmerkend voor een moeilijke taak is dat de gewenste reactie niet dominant is. Bij het leren van een taak komt het er net op aan, de spontaan opgeroepen (verkeerde) reactie te  vervangen door een correcte respons. Zolang dit laatste niet gedaan is, blijven de verkeerde reacties dominant, waardoor de taak trager wordt uitgevoerd. Bij moeilijke taken, zal het gedrag dan sociaal geïnhibeerd of belemmerd worden.